# Jean-Pierre Vuillemin
Pour les articles homonymes, voir Vuillemin.
Jean-Pierre Vuillemin, né le 21 janvier 1967 à Rambervillers dans les Vosges, est un prélat catholique français, évêque du Mans depuis 2023. Il était auparavant évêque auxiliaire de Metz dont il a aussi administré le diocèse entre 2021 et 2022.

## Biographie

### Jeunesse et formation
Jean-Pierre Vuillemin est le dernier d'une fratrie de six enfants. Son frère François, membre de la communauté Mission de France, est prêtre au travail dans le diocèse de Saint-Dié.
Après avoir passé trois années à Paris pour étudier le droit canonique, période durant laquelle il est également prêtre étudiant à la paroisse Saint-François-Xavier, Jean-Pierre Vuillemin revient sur ses terres natales.

### Prêtre
Il est ordonné prêtre le 11 juin 1994 par Paul-Marie Guillaume, pour le diocèse de Saint-Dié.
Il est nommé vicaire de la paroisse de Bruyères (1994-1996) avant d’entamer une formation à la faculté de droit de l’Institut catholique de Paris (1996-1999). Il est ensuite nommé successivement curé in solidum de la paroisse Saint-Pierre-Fourier de Mirecourt (1999-2004), curé de la paroisse La-Croix-de-Virine de Dompaire (2004-2012), et curé modérateur de la paroisse Saint-Goëry d’Épinal ainsi que curé doyen de la communauté de paroisses d’Épinal (2012-2019).
En parallèle de ses activités de curé, les compétences en droit canon de Jean-Pierre Vuillemin lui permettent d'occuper la charge d'official de l’officialité interdiocésaine de Dijon, Nancy, Saint-Dié et Verdun (1999-2011) puis vice-official de l’officialité interdiocésaine de Besançon (2011-2012). Il est également membre du conseil épiscopal jusqu'à sa nomination en tant qu'évêque. En tout, il a passé dix-sept ans dans les tribunaux internes de l'Église. Pendant toutes ces années il traite de nombreux dossiers de demande de déclaration de nullité de mariage ainsi que quelques cas d'abus. Il déplore d'ailleurs que l'official soit souvent limité aux questions matrimoniales et si peu sollicité pour les questions pénales.
Il participe à une coopération militaire à Séoul pendant deux ans, à la fin des années 1980. Il a ensuite l'occasion de visiter l'Inde, le Japon et le Tibet. Cela lui permet de découvrir d'autres religions comme le bouddhisme, l'hindouisme et le chamanisme.

### Évêque
Le 28 mars 2018, au cours de la messe chrismale, Jean-Christophe Lagleize, évêque de Metz, annonce qu'il a demandé au Vatican la possibilité d'être assisté par un évêque auxiliaire en raison de ses problèmes de santé. Il précise également que celui-ci pourrait prendre ses fonctions dans les mois suivants.
Le 8 janvier 2019, le pape François nomme Jean-Pierre Vuillemin évêque auxiliaire de Metz avec le titre d'évêque titulaire de Thérouanne (pour un évêque auxiliaire, l'usage veut qu'on lui attribue un siège titulaire lors de sa nomination). Comme la nomination intervient dans un diocèse concordataire, le décret est signé par le président de la République française Emmanuel Macron et diffusé au Journal officiel le même jour.
Jean-Pierre Vuillemin reçoit la consécration épiscopale le 3 février 2019 des mains de Jean-Christophe Lagleize, évêque de Metz, assisté de Didier Berthet, évêque de Saint-Dié et de Marc Stenger, évêque de Troyes,.
Le 13 août 2021, à la suite de la démission de Jean-Christophe Lagleize pour raisons de santé, Jean-Pierre Vuillemin est nommé administrateur apostolique pour gouverner le diocèse de Metz jusqu’à la prise de possession canonique de son successeur Philippe Ballot qui a lieu le 4 septembre 2022. Lors de la messe d'installation en la cathédrale Saint-Étienne, le nouvel évêque confirme Jean-Pierre-Vuillemin comme vicaire général.
Le 3 avril 2023, il est nommé évêque du Mans, dans la Sarthe, département qui lui est inconnu,. Le dimanche 14 mai, il dit au revoir aux diocésiens de Metz au cours d'une messe d'action en la cathédrale. Le dimanche 21, il est installé en la cathédrale Saint-Julien au Mans, par Celestino Migliore, nonce apostolique en France, en présence de Pierre d'Ornellas, archevêque métropolitain de Rennes,. Étaient également présents, parmi d'autres, Michael Bredeck (de), le représentant du diocèse allemand de Paderborn, lié à celui du Mans depuis bientôt douze siècles,, et Georges Gilson, évêque du Mans de 1981 à 1996.

## Vie privée
À côté de ses fonctions religieuses, Jean-Pierre Vuillemin est apiculteur depuis ses 22 ans : passion qu'il arbore sur ses armoiries où figurent, en plus du chapeau et de la croix de procession, communs aux évêques, une ruche et des abeilles, mais aussi une bible, ornée de la Croix de Lorraine, en noir et blanc, rappelant ses origines vosgiennes. Il considère que c'est son lien à la terre et qu'il est nécessaire d'en avoir un d'une manière ou d'une autre.